# Casa Blanca (Uruguay)
Casa Blanca è un comune dell'Uruguay, situato nel Dipartimento di Paysandú.
| Controllo di autorità | VIAF (EN) 149150637 · LCCN (EN) n2007205669 |